# Helenów (powiat radomski)
Helenów (dawn. Czarna-Bełczączka) – wieś w Polsce, położona w województwie mazowieckim, w powiecie radomskim, w gminie Pionki. Ma status sołectwa.
| SIMC    | Nazwa   | Rodzaj     |
| ------- | ------- | ---------- |
| 0630712 | Niwki   | przysiółek |
| 0630729 | Walerów | przysiółek |

W latach 1957–1975 miejscowość administracyjnie należała do województwa kieleckiego, następnie w latach 1975–1998 do województwa radomskiego.
Na południu wsi znajduje się część rezerwatu „Ługi Helenowskie”.
Wierni Kościoła rzymskokatolickiego należą do parafii św. Idziego w Suchej.